# Беседовичский сельсовет
Беседовичский сельсовет (бел. Бяседавіцкі сельсавет) — административная единица на территории Хотимского района Могилёвской области Белоруссии. Административный центр — агрогородок Беседовичи.

## Географическое положение
Сельсовет находится в южной части Хотимского района, граничит с Великолиповским, Тростинским, Батаевским сельсоветами, Брянской областью России.
Административный центр — агрогородок Беседовичи — находится на расстоянии 2 км от Хотимска.

## История
Образован 20 августа 1924 года.
28 декабря 2012 года упразднён посёлок Михайловский. 20 сентября 2013 года в состав сельсовета вошла территория упразднённого Батаевского сельсовета.

## Состав
Беседовичский сельсовет включает 17 населённых пунктов:
- Батаево — агрогородок.
- Беседовичи — агрогородок.
- Буросово — деревня.
- Варваровка — деревня.
- Ветка — деревня.
- Голубовка — деревня.
- Горня — деревня.
- Дубровка — деревня.
- Еленовка — деревня.
- Ивкино — деревня.
- Князёвка — деревня.
- Красная Поляна — деревня.
- Липаки — деревня.
- Михайловка — деревня.
- Новая Жизнь — деревня.
- Черчёное — деревня.
- Юзефовка — деревня.

Упразднённые населённые пункты на территории сельсовета:
- Гамарня — деревня
- Дубровка — деревня

## Промышленность и сельское хозяйство
- СПК «Батаево»

## Социальная сфера
На территории сельсовета расположены: Дом культуры, 3 сельских клуба, 3 библиотеки, 3 фельдшерско-акушерских пункта, отделение связи, 4 магазина, комплексно-приёмный пункт бытового обслуживания, ГУО «Беседовичский учебно-педагогический комплекс детский сад-средняя школа».